# Liste öffentlich zugänglicher Modelleisenbahnanlagen
Die öffentlich zugänglichen Modelleisenbahnanlagen lassen sich unterscheiden in
- Anlagen, die gewerbsmäßig betrieben werden,
- Anlagen, die Teil einer Sammlung sind, unter anderem Lego,
- Anlagen, die von Einzelpersonen oder Vereinen gebaut und betreut werden.

Weitere Unterscheidungsmerkmale können sein:
- die Anlagengröße,
- die Qualität der behandelten Themen,
- sowie die Modelltreue der dargestellten Landschaft, des Bahnbetriebsteils oder des rollenden Materials.

Während sich Modelleisenbahnanlagen üblicherweise in geschlossenen Gebäuden befinden, werden Gartenbahn-Modellanlagen oft auch im Freien ausgestellt.
Bei den hier genannten Anlagen geht es um die kleineren Spurweiten, wie die Spur Z, N, H0, 0, I und IIm. Auf Gartenbahnanlagen, Parkeisenbahnen zur Personenbeförderung in Schaugärten oder Parks sowie Museumsbahnen gehen gesonderte Artikel ein.

## Liste der Anlagen (D, A, CH)
Die folgenden Tabellen sind nach Ländern und anschließend nach Spurweiten sortiert:

### Deutschland
| Ort                                          | Spurweite             | Themenschwerpunkt | Betreiber                                                        | Fläche                          | von                                | bis               | Bemerkungen |
| -------------------------------------------- | --------------------- | --- | ---------------------------------------------------------------- | ------------------------------- | ---------------------------------- | ----------------- | --- |
| Ehrenkirchen-Offnadingen (Region Freiburg)   | H0                    | Josef Brandl-Dieter Bertelsmann-Anlage Historische Modelleisenbahn - Zeitreise in den Schwarzwald der 1930er Jahre von Freiburg-Wiehre über Neustadt nach Bonndorf                                                        | Dieter-Bertelsmann-Stiftung                                      | 60 - 80 m²                      |                                    |                   | Detailgetreue Modellbahn in einer restaurierten Scheune |
| Gellershausen (Edertal)                      | H0, 0, N, Z           | Werks- und Schaufensteranlagen, Werbemittel, 60er Jahre-Laden, Faller-Pilzkiosk in 1:1 | Verein Historische Spielzeugeisenbahnen e. V.                    | 180 m²                          | 2024                               |                   | 1,5 bis 2stündige Führung, Anlagen und Schaustücke werden im Betrieb gezeigt. Umfangreiche Sammlung von Werksanlagen und Werbemitteln. |
| Bobingen                                     | II, I, 0, H0          | | Michael und Helga Forster                                        | 400 m²                          | August 2015                        |                   | Mit angeschlossener Gaststätte, in der eine LGB-Lok Speisen und Getränke an den Tisch fährt. Möglicherweise dauerhaft geschlossen. |
| Sachsenheim - Hohenhaslach                   |                       | | Heinz Knodel                                                     | 120 m²                          |                                    |                   | Im Garten aufgebaute LGB-Anlage. Fahrbetrieb nach Münzeinwurf. |
| Roßleben-Wiehe                               | H0, IIm (G), TT       | Thüringen (H0), Harz (IIm (G)), ICE Strecke „Würzburg–Hamburg“ (TT), Orient-Express (H0), „USA – Ost nach West“ (IIm (G))                                                                                                 | Modellbahn Wiehe Hans-Jörg Stiegler                              | 12.000 m²                       | 7. November 1997                   |                   | Neben der Modellbahn gibt es noch weitere Ausstellungsbereiche. |
| Schramberg                                   | II, IIm (G), IIf, IIp | | Eisenbahnmuseum Schwarzwald                                      | 400 m²                          | 27. Oktober 2012                   |                   | |
| Thermalbad Wiesenbad                         | I                     | Zschopautalbahn und der Fichtelbergbahn | Modellbahnland Erzgebirge                                        | 770 m²                          |                                    |                   | Europas größte Spur-1-Anlage, 30 Züge und Rangiereinheiten auf ca. 660 Metern Gleisen |
| Olfen                                        | 0                     | | Grimpinger Hof                                                   | 360 m²                          | 1928                               |                   | größte digitale Modellbahnanlage mit Spur 0 in Europa |
| Hamburg Speicherstadt                        | H0, H0m, H0e          | Umfangreiche Themenvielfalt | Miniatur Wunderland                                              | 1.694 m² (Stand 2024)           | August 2000                        |                   | 16.491 m Gleislänge, 1.231 Züge, 12.000 Waggons, 1.403 Signale, 3.627 Weichen, 59 Computer, 521.500 LEDs, 5.278 Häuser und Brücken, 292.110 Figuren, 11.080 Autos, 52 Flugzeuge, 250 Flüge/Tag, 157.000 Bäume, 1.200.000 Arbeitsstunden, 45 Mio. Euro Baukosten (Stand 2024) |
| Leer                                         | II, IIm (G), IIf, IIp | bekannte Orte und Sehenswürdigkeiten in der Westhälfte Ostfrieslands sowie in den unmittelbar südwestlich angrenzenden Gebieten.                                                                                          | Leeraner Miniaturland LM GmbH                                    | 1.500 m²                        | 2011                               |                   | |
| Oderwitz                                     | II, IIm (G), IIf, IIp | | Modellbahnland Oberlausitz                                       | 1.200 m² (verschiedene Anlagen) |                                    |                   | |
| Amerang                                      | II, IIm (G), IIf, IIp | | EFA-Museum für Deutsche Automobilgeschichte                      | 500 m²                          |                                    |                   | 650 m Gleis |
| Sehnde-Wehmingen                             | II, IIm (G), IIf, IIp | Straßenbahnen im Maßstab 1:22,5 | Hannoversches Straßenbahn-Museum                                 |                                 |                                    |                   | |
| St. Georgen                                  | II, IIm (G), IIf, IIp | „USA Eisenbahnen“ in Spur G (Maßstab 1:29) | US Railway Team                                                  | 330 m²                          |                                    | 13. Juli 2020     | |
| Burg auf Fehmarn                             | II, IIm (G), IIf, IIp | | Modellbahn Paradies Fehmarn                                      | H0 = 160 m² G = 100 m²          | Juli 2006                          | November 2011     | Auf zwei Etagen Anlagen der Spuren H0 und G |
| Großkarolinenfeld                            | I                     | | Eisenbahnclub Rosenheim e. V.                                    | 150 m²                          | 1997                               |                   | |
| Darmstadt-Kranichstein                       | I                     | Bahnhof Darmstadt | Eisenbahnmuseum Darmstadt-Kranichstein                           |                                 |                                    |                   | |
| Neustadt/Weinstraße                          | I                     | | Neustadt/Weinstraße, Eisenbahnmuseum                             | 133 m²                          | 1997                               |                   | auch LGB-Anlage (ab September 2000) |
| Kleßen-Görne-Kleßen                          | 0                     | historische Bahnhöfe und Erzgebirgeminiaturen | Spielzeugmuseum im Havelland                                     |                                 |                                    |                   | Unter anderem mit Märklin Schienenzeppelin |
| Darmstadt-Kranichstein                       | 0                     | Bahnhof Darmstadt | Eisenbahnmuseum Darmstadt-Kranichstein                           |                                 |                                    |                   | |
| Taucha                                       | 0                     | | Modellbahnfreunde Taucha                                         | 357 m²                          |                                    |                   | eingeschränkte Vorführungszeiten |
| Dresden                                      | 0                     | | Verkehrsmuseum Dresden                                           | 325 m²                          |                                    |                   | eingeschränkte Vorführungszeiten |
| Hardt                                        | H0, H0m, H0e          | | Freizeitpark Hardt                                               | 182 m²                          | 1975                               |                   | |
| Hausach                                      | H0, H0m, H0e          | Badische Schwarzwaldbahn | Schwarzwald Modellbahn Hausach                                   | 400 m²                          |                                    | 6. Januar 2019    | 1.300 m Gleis |
| Karlsruhe                                    | H0, H0m, H0e          | „Züge aller Zeiten“ | Verkehrsmuseum Karlsruhe                                         | 80 m²                           |                                    |                   | |
| Merklingen                                   | H0, H0m, H0e          | | H0-Modellbahnshow Merklingen                                     | 120 m²                          | 30. Juni 2001                      | 4. November 2012  | 42 Züge, 800 m Gleis, 4.000 Figuren, Schau- und Messeanlagen namhafter Hersteller |
| Nagold                                       | H0, H0m, H0e          | Nagoldtalbahn der 1960er und 1970er Jahre | Eisenbahnfreunde Nagold                                          |                                 | 27. April 2012                     |                   | |
| Oggelshausen                                 | H0, H0m, H0e          | | Modellbahnschau Oberschwaben                                     | a) 140 m²                       | existent 28.01.06                  | geschlossen       | vollständig digital gesteuert, Sammlung ehemaliger Schau- und Messeanlagen namhafter Hersteller |
| Schluchsee                                   | H0, H0m, H0e          | a) Höllentalbahn, Dreiseenbahn b) Hauptbahnhof Bonn | Modellbahnzentrum Schluchsee                                     | a) 50 m² b) 8 m²                |                                    |                   | geschlossen |
| Wallhausen                                   | H0                    | Vernetzung und Taktfahrplan; Nachbau von Teilen der Strecken Crailsheim–Königshofen Blaufelden–Langenburg, weitere süddeutsche Stationen und fiktive Abschnitte                                                           | Modellbahnhalle Wallhausen                                       | 300 m²                          | Juni 2022                          |                   | |
| Anger-Aufham, Landkreis Berchtesgadener Land | H0, H0m, H0e          | DB, ÖBB, SBB | HANS-PETER PORSCHE TRAUMWERK                                     | 400 m²                          | 2015                               |                   | |
| Großkarolinenfeld                            | H0, H0m, H0e          | | Eisenbahnclub Rosenheim e. V.                                    | 150 m²                          | 1997                               |                   | |
| München                                      | H0, H0e, H0n3z        | | Deutsches Museum                                                 | 44 m²                           | 8. Juli 2022                       |                   | Im Deutschen Museum in München befindet sich eine 44 m² große Modelleisenbahnanlage im Maßstab H0, auf der täglich Vorführungen mit bis zu 36 Zuggarnituren und bis zu 20 Straßenfahrzeugen stattfinden. Rund 750 m Gleislänge und rund 185 Weichen sind verbaut. Die Anlage wurde mit der Wiederöffnung des ersten Bauabschnitts im Rahmen der Zukunftsinitiative des Deutschen Museum am 8. Juli 2022 eröffnet. Zuvor bestanden bereits mehrere Modellbahn-Schauanlagen im Deutschen Museum am gleichen Ort, zuletzt von 1997 bis 2015 |
| München                                      | H0, H0m, H0e          | | Deutsches Museum Verkehrszentrum                                 |                                 |                                    |                   | 180 m Gleis, 12 Züge. Tägliche Vorführung nachmittags. |
| München                                      | H0, H0m, H0e          | | MVG Museum                                                       |                                 |                                    |                   | Kleinere Anlage zum Thema Straßenbahn Jährlich im März private Zusatzausstellung der MVG Freunde: Bayerns größte MoBa-Ausstellung mit ca. 30 Ausstellern aller Spurweiten. |
| Neuenmarkt, Bahnhof Neuenmarkt-Wirsberg      | H0, H0m, H0e          | Schiefe Ebene | Deutsches Dampflokomotiv-Museum                                  | 42 m²                           |                                    |                   | ca. 270 Meter Gleis |
| Oberstaufen                                  | H0, H0m, H0e          | Deutsches Eck | Miniwelt Oberstaufen Heribert Stadtfeld                          | 300 m²                          |                                    |                   | Es verkehren über 180 Züge. Die Anlage ist seit 3. Oktober 2022 geschlossen |
| Ruhpolding                                   | H0, H0m, H0e          | | Modellbahnschau Ruhpolding Bernhard Stein                        | 50 m²                           |                                    | 2006              | Analog gesteuerte Anlage ohne Blockstreckensteuerung, des Weiteren eine BEMO-Schmalspur Winteranlage |
| Speichersdorf                                | H0, H0m, H0e          | Entwicklung der Eisenbahn vom Beginn des 20. Jahrhunderts bis in die Jetztzeit | Modelleisenbahn La Statione Hermann Rumsauer                     | 1.000 m²                        |                                    |                   | 220 Züge |
| Steinsfeld                                   | H0, H0m, H0e          | Nordrampe der Gotthardbahn von Göschenen bis Erstfeld | Faszination Gotthardbahn Sieglinde Köttgen                       | 250 m²                          | 2001                               |                   | 135 m langer Nachbau mit 46 Viadukten und 22 Tunnels. Hinweis auf der Homepage: „Aus Alters-, Gesundheitsgründen suchen wir eine Nachfolge / Übernahme !!“ |
| Straubing                                    | H0, H0m, H0e          | Szenen der Gäubodenstadt und weitere Anlagen | Blue Brix GmbH                                                   | ca. 150 m²                      | 2018                               |                   | Blue Brix mit Kino |
| Weiden in der Oberpfalz                      | H0, H0m, H0e          | | Eisenbahnmuseum Weiden                                           |                                 |                                    |                   | |
| Berlin-Kreuzberg                             | H0, H0m, H0e          | Gleisanlagen und Gebäude des Anhalter Bahnhofs inklusive Güterbahnhof und Bw im Zustand von 1939 | Deutsches Technikmuseum Berlin                                   |                                 | 2011                               |                   | |
| Fürth (Odenwald)                             | H0, H0m, H0e          | Schweiz, Österreich, das Ruhrgebiet sowie eine Fahrt durch ganz Deutschland | Fürther Miniaturwelten                                           | 800 m²                          | März 2009                          |                   | Im Ort ist auch die ehemalige Modellbahnwelt Oberhausen und die Anlage aus Lautenthal/Harz untergebracht |
| Fürstenhagen                                 | H0, H0m, H0e          | Verschiedene Landschaften | Holle Modellbahnland                                             | 300 m²                          | 6. Oktober 2007                    |                   | 16 abfahrbereite Züge |
| Schlüchtern                                  | H0, H0m, H0e          | Teil der Kinzigtalbahn, Bahnhof Schlüchtern und der Schlüchterner Tunnel | Bergwinkelmuseum                                                 | 42 m²                           |                                    |                   | 400 m H0-Gleise |
| Künzell                                      | H0, H0m, H0e          | | Modelleisenbahn Fulda-Künzell                                    |                                 | 8. April 2007                      | 29. Juli 2018     | |
| Göhren                                       | H0, H0m, H0e          | | Modelleisenbahnverein Schmalspurbahn „Rasender Roland“ e. V.     |                                 |                                    |                   | Am Bahnhof Göhren ist in den Monaten Mai bis Oktober Dienstag von 17 bis 20 Uhr eine Anlage zur Besichtigung freigegeben. Die Anlage selbst existiert seit etwa 35 Jahren. Seit 2002 befindet sie sich am jetzigen Standort mit drei H0-, einer TT und einer N-Anlage. Außerdem kann noch eine 12 m² LGB Gartenbahnanlage besichtigt werden. |
| Großenmeer                                   | H0, H0m, H0e          | | Dr. Cornelius Modelleisenbahn                                    | fast 100 m²                     | 1968                               |                   | Seit 1980 Betrieb durch einen Verein; älteste von einem Privatmann erbaute Anlage, 35 Züge |
| Leer                                         | H0, H0m, H0e          | bekannte Orte und Sehenswürdigkeiten in der Westhälfte Ostfrieslands sowie in den unmittelbar südwestlich angrenzenden Gebieten. Seit dem Frühjahr 2018 ist Berlin in die Anlage integriert (ehemals Loxx-Miniaturwelten) | Leeraner Miniaturland LM GmbH                                    | 1.100 m²                        | 2011                               |                   | |
| Sehnde-Wehmingen                             | H0, H0m, H0e          | Straßenbahnen | Hannoversches Straßenbahn-Museum                                 |                                 |                                    |                   | |
| Lautenthal                                   | H0, H0m, H0e          | „Von der Küste bis zu den Alpen“ | Harzer Modellbahnzentrum                                         |                                 | 1999                               | 2008              | H0-Anlage ging an Modellbahnwelt Odenwald |
| Brakel                                       | H0, H0m, H0e          | Bahnbetriebswerk Ottbergen und Weserbergland im Zustand von 1975 | Modellbahn Bw Ottbergen GmbH                                     | 100 m²                          | 15. Oktober 2005                   |                   | Modellbundesbahn bis Ende November 2017 im ehemaligen Güterbahnhof von Bad Driburg, seit 26. Mai 2018 an neuem Standort |
| Bochum-Dahlhausen                            | H0, H0m, H0e          | | Eisenbahnmuseum Bochum-Dahlhausen                                |                                 |                                    |                   | Anlage in einem ausrangierten Waggon |
| Essen Grugapark                              | H0, H0m, H0e          | Eisenbahngeschichte des Ruhrgebietes, Zeitreise von 1965 bis in die Gegenwart | Modellbahn West                                                  | 460 m²                          | 6. Juni 2014                       |                   | |
| Grefrath                                     | H0, H0m, H0e          | keines | Niederrheinisches Freilichtmuseum                                |                                 |                                    |                   | Im Obergeschoss des Spielzeugmuseums dreimal tägliche Vorführung (um 11:30 Uhr, 14:30 Uhr und um 15:30 Uhr) |
| Losheim/Eifel                                | H0, H0m, H0e          | | ArsTecnica                                                       | 250 m²                          | 27. März 1997                      |                   | 100 Züge und 2 km Gleisstrecke, OSTRA-Sammlung |
| Metelen                                      | H0, H0m, H0e          | | Eisenbahnmuseum Metelen Land                                     |                                 | 2. Februar 1993 9. Februar 2003    |                   | Fleischmann (analog), dann digitale Märklin-Anlage |
| Oberhausen                                   | H0, H0m, H0e          | Ruhrgebiet 1965–1970 | Modellbahnwelt Oberhausen                                        | 420 m²                          | August 2008                        | April 2009        | Umzug nach Insolvenz in die Modellbahnwelt Odenwald in Südhessen |
| Frankenthal, Ortsteil Mörsch                 | H0, H0m, H0e          | Epoche 4+5 | MEF ModellEisenbahnFreunde Frankenthal e. V.                     | ca. 160 m²                      | 2009                               |                   | Digital gesteuerte H0-Anlage mit bis 80 Zügen, Modul-Anlage Spur N der Jugend |
| Germersheim                                  | H0, H0m, H0e          | | Modellbahnfreunde Germersheim                                    | 200 m²                          | 21. März 2004                      |                   | Auf über 500 m Gleisen einschließlich einer Schmalspurstrecke werden bis zu 30 Züge gleichzeitig mit Hilfe von Infrarotsensoren gesteuert |
| Koblenz-Lützel, DB Museum                    | H0, H0m, H0e          | |                                                                  | 80 m²                           |                                    |                   | Zwei Anlagen: Zweileiter-Gleichstrom / TRIX Express und 127 mm-Bahn |
| Taucha                                       | H0, H0m, H0e          | | Modellbahnfreunde Taucha                                         | 357 m²                          |                                    |                   | eingeschränkte Vorführungszeiten |
| Oderwitz                                     | H0, H0m, H0e          | | Modelleisenbahnland Oderwitz e. V.                               | 1.200 m² (verschiedene Anlagen) |                                    |                   | |
| Hohenfichte                                  | H0, H0m, H0e          | stellt die deutsche Eisenbahngeschichte chronologisch dar; Amerika in Bau | Zeitreise GmbH                                                   | 600 m²                          | 2009                               | 31. Dezember 2017 | Zeitreise Hohenfichte zuvor in Chemnitz-Ebersdorf; wegen nicht erfüllten Brandschutzauflagen vorübergehend geschlossen |
| Chemnitz                                     | H0, H0m, H0e          | Europa und Amerika | Edgar Hüttinger                                                  |                                 | Februar 2003                       | 2006 (oder 2008?) | Zeitreise Hohenfichte anschließend Umzug nach Hohenfichte und Gründung der Zeitreise GmbH |
| Chemnitz                                     | H0, H0m, H0e          | Chemnitz Hbf, Klingenberg-Colmnitz, österreichische Alpen, winterlicher Spreewald | Arbeitskreis Modellbahn Chemnitz e. V.                           |                                 | 1962                               |                   | seit 2000 an diesem Standort |
| Königstein                                   | H0, H0m, H0e          | Elbtal zwischen Obervogelgesang und Bad Schandau | Miniatur Elbtalbahn                                              |                                 |                                    |                   | |
| Zwickau                                      | H0, H0m, H0e          | regionaltypische Motive, ehemals Zwickauer HBF | Haus der Modellbahn MBC Zwickau e. V.                            |                                 |                                    |                   | |
| Eckernförde                                  | H0, H0m, H0e          | Eckernförder Bahnhofsanlagen aus dem Jahr 1951 mit den dazugehörigen Gebäuden, maßstabsgerecht | Verein TEE (Treffpunkt Eckernförder Eisenbahnfreunde)            | 20 m²                           |                                    |                   | Die Anlage wurde vom Verein TEE (Treffpunkt Eckernförder Eisenbahnfreunde) erstellt |
| Flensburg                                    | H0, H0m, H0e          | | Modelleisenbahnclub Flensburg                                    | 60 m²                           |                                    |                   | Von Oktober bis Januar werden an ausgewählten Sonntagen von 10:30 bis 12:30 die Anlagen gezeigt. |
| Friedrichstadt                               | H0, H0m, H0e          | | Modellbahn-Zauber                                                | über 100 m²                     | 2006                               |                   | |
| Burg auf Fehmarn                             | H0, H0m, H0e          | | Modellbahn Paradies Fehmarn                                      | H0 = 160 m² G = 100 m²          | Juli 2006                          | November 2011     | auf zwei Etagen Anlagen der Spuren H0 und G |
| Schwarzenbek                                 | H0, H0m, H0e          | | Eisenbahnfreunde Schwarzenbek e. V.                              | etwa 680 m²                     | 2011                               |                   | Die Anlagen in den Spurweiten N, H0 AC und H0 DC wurden ab 2011 von den etwa 110 Mitgliedern gebaut. |
| Lautenthal                                   | TT                    | „Von der Küste bis zu den Alpen“ | Harzer Modellbahnzentrum                                         |                                 | 1999                               | 2008              | H0-Anlage ging an Modellbahnwelt Odenwald |
| Taucha                                       | TT                    | | Modellbahnfreunde Taucha                                         | 357 m²                          |                                    |                   | eingeschränkte Vorführungszeiten |
| Seiffen                                      | TT                    | | Erlebniswelt Seiffen                                             | 450 m²                          |                                    |                   | Sachsens größte Spur-TT-Anlage |
| Chemnitz                                     | TT                    | Chemnitz Hbf, Klingenberg-Colmnitz, österreichische Alpen, winterlicher Spreewald | Arbeitskreis Modellbahn Chemnitz e. V.                           |                                 | 1962; seit 2000 an diesem Standort |                   | |
| Stuttgart                                    | N                     | Stadtmodell von Stuttgart mit über 450 Originalhäusern und Originalnachbildung einer Stadt | Miniaturwelten Stuttgart gGmbH (ehem. Stellwerk S in Herrenberg) | 180 m²                          | 2017                               |                   | erbaut von Wolfgang Frey (1960-2012) in einem versteckten unterirdischen Zwischengeschoss des S-Bahnhof Stuttgart Schwabstraße, nach seinem Tod ab 2017 zunächst in Herrenberg ausgestellt, seit 28.3.2022 als „MiniaturWelten Stuttgart“ im Hindenburgbau direkt gegenüber vom Stuttgarter Hauptbahnhof („Bonatzbau“) |
| Oggelshausen                                 | N                     | | Modellbahnschau Oberschwaben                                     | 140 m²                          | existent 28. Januar 2006           | geschlossen       | voll digital gesteuert, Sammlung ehemaliger Schau-/Messeanlagen namhafter Hersteller |
| Schluchsee                                   | N                     | a) Höllentalbahn, Dreiseenbahn b) Hauptbahnhof Bonn | Modellbahnzentrum Schluchsee                                     | a) 50 m² b) 8 m²                |                                    |                   | |
| Triberg                                      | N                     | Streckenteil Niederwasser-Sommerau inkl. der Kehren und Tunnel der 1960er Jahre | Schwarzwald-Museum                                               |                                 | 1953                               |                   | 2012 umfassend renoviert |
| Schmallenberg                                | H0                    | Fantasielandschaft | MODELLBAHNCLUB SCHMALLENBERG e. V.                               | 66 m²                           |                                    |                   | Tag-Nacht-Simulation, 92 Züge auf über 550 m Schienen, 15 Fahrzeuge auf den Straßen werden digital vom Computer gesteuert, 66 m² reine Anlagengrundfläche im 180 m² Ausstellungsraum |
| Göhren                                       | N                     | | Modelleisenbahnverein Schmalspurbahn „Rasender Roland“ e. V.     |                                 |                                    |                   | Am Bahnhof Göhren ist in den Monaten Mai bis Oktober Dienstag von 17 bis 20 Uhr eine Anlage zur Besichtigung freigegeben. Die Anlage selbst existiert seit etwa 35 Jahren. Seit 2002 befindet sie sich am jetzigen Standort mit drei H0-, einer TT und einer N-Anlage. Außerdem kann noch eine 12 m² LGB Gartenbahnanlage besichtigt werden. |
| Lautenthal                                   | N                     | „Von der Küste bis zu den Alpen“ | Harzer Modellbahnzentrum                                         |                                 | 1999                               | 2008              | H0-Anlage ging an Modellbahnwelt Odenwald |
| Frankenthal, Ortsteil Mörsch                 | N                     | Epoche 4+5 | MEF ModellEisenbahnFreunde Frankenthal e. V.                     | ca. 160 m²                      | 2009                               |                   | Digital gesteuerte H0-Anlage mit bis 80 Zügen, Modul-Anlage Spur N der Jugend |
| Schwarzenbek                                 | N                     | | Eisenbahnfreunde Schwarzenbek e. V.                              | etwa 680 m²                     | 2011                               |                   | Die Anlagen in den Spurweiten N, H0 AC und H0 DC wurden ab 2011 von den etwa 110 Mitgliedern gebaut. |
| Oggelshausen bei Bad Buchau                  | Z                     | | Modellbahnschau Oberschwaben                                     | 140 m²                          | existent 28. Januar 2006           | geschlossen       | voll digital gesteuert, Sammlung ehemaliger Schau-/Messeanlagen namhafter Hersteller |
| Kiel                                         | H0, N                 | | Modelleisenbahnclub Kiel e.V.                                    |                                 | 1957                               |                   | Öffentliche Vorführungen finden regelmäßig an den Wochenenden in der Adventszeit statt. |
| Tittmoning                                   | H0, H0e               | | Modelleisenbahnclub-Salzachtal-Tittmoning e.V.                   | 36 m²                           | 1975                               |                   | Öffentliche Vorführungen finden regelmäßig in der Advents- und Weihnachtszeit statt. |

### Österreich
| Ort                       | Spurweite             | Themenschwerpunkt | Betreiber                                                       | Fläche                   | von                      | bis  | Bemerkungen |
| ------------------------- | --------------------- | --- | --------------------------------------------------------------- | ------------------------ | ------------------------ | ---- | --- |
| Bruck an der Mur          | H0, H0e               | Umweltfreundliche Transportlogistik | MEC Bruck an der Mur                                            | 250 m²                   | 2022                     |      | |
| Bregenz                   | II, IIm (G), IIf, IIm | Markante Streckenabschnitte der Arlbergbahn zwischen Dalaas und Langen am Arlberg                                                                                 | MEC Bregenz                                                     | ca. 70 m²                | 1950                     |      | früheres Bahnhofsgebäude Riedenburg |
| Grunddorf                 | H0, H0m, H0e          | Nachbildung von Abschnitten der Wachaubahn | IGM Wachau                                                      | 280 m²                   | 2009                     |      | Weltkulturerbe Wachaubahn im Modell 1:87 |
| Strasshof an der Nordbahn | H0, H0m, H0e          | Abschnitte der Wiener Stadtbahn und der schmalspurigen Mariazellerbahn mit einer H0- und N-Modellbahn                                                             | Eisenbahnmuseum Strasshof                                       |                          |                          |      | |
| Kirchberg an der Pielach  | H0, H0m, H0e          | Streckenabschnitt der Mariazellerbahn von Laubenbachmühle bis kurz nach Erlaufklause mit allen Bahnhöfen, Tunneln und Brückenbauten                               | Modellbahnmuseum Mariazellerbahn                                | ca. 70 m²                |                          |      | wird von neun Zügen befahren, die vom Besucher halbautomatisch in Betrieb gesetzt werden können                                                                   |
| Köttmannsdorf             | H0, H0m, H0e          | Kärntner und internationale Motive | Modelleisenbahn Kärnten                                         | 300 m²                   | 2009                     |      | |
| Spittal an der Drau       | H0, H0m, H0e          | | Erlebniswelt Eisenbahn im Citycenter                            | 300 m²                   | Mai 2003                 | 2018 | 600 m Gleis und 85 Lokomotiven |
| Faak am See               | H0, H0m, H0e          | | Horst Steinhöfler                                               | 200 m²                   |                          | 2013 | Märklin H0-Anlage, Nachfolger des Modellbahnparadies Ardning |
| Ampflwang                 | H0, H0m, H0e          | digitale Anlage: Motive aus Oberösterreich (Bahnhof Lambach, Bahnstrecke Lambach–Haag am Hausruck) analoge Anlage: Stadt, Land, Fluss mit großem Bahnbetriebswerk | Museum der ÖGEG                                                 | digital 30m² analog 40m² | digital 2007 analog 2022 |      | |
| Gmunden                   | H0, H0m, H0e          | | Miniwunderland des MEC Salzkammergut                            | 175 m²                   |                          |      | |
| Sankt Florian             | H0, H0m, H0e          | Motive aus dem Ennstal, Steyrtal und Kremstal | Modellbahnclub Sankt Florian                                    | 250 m²                   | 2005                     |      | ca. 700 m Gleisanlage |
| Salzburg Stadt            | H0, H0m, H0e          | Szenen der Stadt Salzburg und Umgebung | Erster Salzburger Modelleisenbahnclub                           | 85 m²                    | 1978                     |      | 75 Züge auf ca. 1.200 Metern, 3 Schattenbahnhöfe, über 200 m Car-System, über 2000 Figuren, 300 Weichen, 100 Signale, Videozug, Ausstellung nur zum Jahreswechsel |
| Schwarzach im Pongau      | H0, H0m, H0e          | Tauernbahn | Museum an der Tauernbahn                                        |                          |                          |      | |
| Knittelfeld               | H0, H0m, H0e          | | Modelleisenbahn des ESV-Knittelfeld                             | 120 m²                   | 1969                     |      | 700 m Schienen und 100 m Straße |
| Graz                      | H0, H0m, H0e          | | Tramway Museum Graz                                             |                          |                          |      | ehemaliges Betriebsgebäude Mariatrost |
| Ardning                   | H0, H0m, H0e          | |                                                                 |                          | 1997                     | 2002 | Vorgänger des Modellbahnparadies Faak am See |
| Innsbruck-Wilten          | H0, H0m, H0e          | Modelle aktueller und historischer Straßenbahnfahrzeuge von Innsbruck                                                                                             | Tiroler Museumsbahnen                                           |                          |                          |      | früheres Bahnhofsgebäude Stubaitalbahn |
| Bregenz                   | H0, H0m, H0e          | Markante Streckenabschnitte der Arlbergbahn zwischen Dalaas und Langen am Arlberg                                                                                 | MEC Bregenz                                                     | ca. 70 m²                | 1950                     |      | früheres Bahnhofsgebäude Riedenburg |
| Wien                      | H0, H0m, H0e          | nach ÖBB- und DB-Vorbild gestaltet | ModellBauGruppe Ottakring                                       |                          | 1992                     |      | 2.200 Meter Gesamtgleislänge, eine der größten privaten Modellbahnanlagen Wiens                                                                                   |
| Wien                      | H0, H0m, H0e          | Tirol | Miniatur Tirolerland Wolfgang Pröhl                             | 124 m²                   | erbaut 2011–2016         |      | |
| Wien                      | H0, H0m, H0e          | | AMV Johnstraße                                                  | 140 m²                   | erbaut seit den 1950ern  |      | 2 Etagen |
| Wien                      | H0                    | Wien | Königreich der Eisenbahnen                                      | 270 m²                   | 2020                     |      | |
| Yspertal                  | H0                    | Phantasiebahn mit Hochleistungsstrecke, Bergstrecke und Schattenbahnhof                                                                                           | Matthias Schön in Kooperation mit dem Gasthof - Hotel zur Linde | ~21 m²                   | 2017                     |      | PC gesteuerte, digitale Anlage. Es fahren ausschließlich ÖBB-Loks der Epoche V und VI.                                                                            |
| Schiltern bei Langenlois  | H0, H0e               | Schwerpunkt Niederösterreich und Wien (Schloss Schönbrunn und Tiergarten)                                                                                         | Modellbahnwelt Schiltern GmbH                                   | ca. 300 m²               | 2016                     |      | Digitale Schauanlage. |

### Schweiz
| Ort                    | Spurweite                   | Themenschwerpunkt                                                                                | Betreiber                                  | Fläche | von          | bis  | Bemerkungen |
| ---------------------- | --------------------------- | ------------------------------------------------------------------------------------------------ | ------------------------------------------ | ------ | ------------ | ---- | --- |
| Uster                  | II, IIm (G), IIf, IIm, I, 0 |                                                                                                  | Stiftung Eisenbahn-Sammlung Uster          |        |              |      | |
| Melide                 | Maßstab 1:25.               | Modelle von bekannten Gebäuden der Schweiz                                                       | Swissminiatur                              |        |              |      | 3.560 m lange Modellbahn mit 18 Zügen Die Vorbildspurweiten werden im Modell wie folgt wiedergeben: Die Normalspur mit 58 mm, die Meterspur mit 46 mm und die Schmalspur (bei Vorbildspurweite von 800 mm) mit 33 mm. |
| Interlaken             | 0                           |                                                                                                  | Willy Abbühl (Erbauer)                     |        | 1940er-Jahre |      | 200 m lange Doppelspur, Oberleitung mit 12 bis 25 Volt, 12 automatische Blockstrecken |
| Lichtensteig           | 0                           | Modellbautechnik der 40er-Jahre                                                                  | Model Train Club Toggenburg                | 480 m² | 2003         |      | Nach eigenen Angaben größte Spur 0 Hobby-Modelleisenbahnanlage Europa. Anlage von 40 × 12 Metern, 1.300 Metern verbauten Geleisen, 50 Triebfahrzeugen und 300 Wagen                                                   |
| Bergün/Bravuogn        | 0m (0-22,2)                 | Bauten entlang der Albulabahn                                                                    | Bahnmuseum Albula Bernhard Tarnutzer       |        |              |      | Die Modellbahnanlage ist als Werkstatt konzipiert, der Erbauer ist in der Regel zu den Museumsöffnungszeiten vor Ort und gibt Auskunft zum Bau der Anlage                                                             |
| Fluntern               | 0                           | Region Kandersteg inkl. Eiger                                                                    | Willy Abbühl (Erbauer)                     |        | 1955         | 1990 | Alpenbahnparadies beim Zoo mit zusätzlichen Automatenmusikern |
| Bergün/Bravuogn        | H0m                         | Teile der Albulabahn                                                                             | Albula-Bahn-Club im Ortsmuseum Bergün      |        | 2016         |      | Gleislänge total: 143 m; (Lehrpfad direkt an die Originalstrecke) |
| Luzern                 | H0, H0m                     | Gotthard-Nordrampe zwischen Erstfeld und Wassen, inklusive der drei Kehrtunnel bei Wassen        | Verkehrshaus der Schweiz                   | 72 m²  | 1959         | 2020 | 16 Züge auf 350 m Gleislänge, die eine Höhendifferenz von 1,49 m überwinden. Anlage seit 2020 eingelagert, Wiederaufbau ungewiss.                                                                                     |
| Neuhausen am Rheinfall | H0, H0m                     | 1. Abschnitt – Vom Säntis bis zum Rheinfall 2. Abschnitt - Eiger, Mönch, Jungfrau und Matterhorn | Smilestones                                |        | 2018         |      | Größte Modelleisenbahn-Anlage in der Schweiz; 2019 wurde der zweite Abschnitt eröffnet |
| Granges-Paccot         | H0, H0m                     |                                                                                                  | Fondation des Chemins de fer du Kaeserberg | 610 m² |              |      | 2.045 m Gleis, ca. 150 Züge insgesamt, 180 Loks, 1.560 Wagen, 6.500 Figuren, 221 Gebäude, 1.160 Straßenfahrzeuge, 5.400 Bäume                                                                                         |

## Liste der Anlagen – International

### Australien
| Ort                             | Spurweite | Themenschwerpunkt | Betreiber  | Fläche | von             | bis    | Bemerkungen |
| ------------------------------- | --------- | ----------------- | ---------- | ------ | --------------- | ------ | ----------- |
| Glenorchy-Claremont (Tasmanien) |           | Schweiz           | Rudi Jenni |        | 26. Januar 1985 | 2014 ? |             |

### Belgien
| Ort       | Spurweite | Themenschwerpunkt  | Betreiber       | Fläche | von  | bis | Bemerkungen |
| --------- | --------- | ------------------ | --------------- | ------ | ---- | --- | ----------- |
| Zeebrugge | 0 H0 TT   | Belgien, Luxemburg | De Dwarsliggers | 70 m²  | 2011 |     |             |

### Dänemark
| Ort       | Spurweite | Themenschwerpunkt        | Betreiber                 | Fläche     | von  | bis | Bemerkungen |
| --------- | --------- | ------------------------ | ------------------------- | ---------- | ---- | --- | ----------- |
| Hadsten   | H0        | Dänemark und Deutschland | Modelbane Europa          |            | 1996 |     |             |
| Helsingør | H0        | Dänemark                 | Danmarks Tekniske Museum  |            |      |     |             |
| Ryomgård  | H0        | Dänemark                 | Djurslands Jernbanemuseum | etwa 20 m² |      |     |             |
| Odense    | H0        |                          | Dänisches Eisenbahnmuseum |            |      |     |             |

### Frankreich
| Ort                      | Spurweite    | Themenschwerpunkt | Betreiber                                            | Fläche              | von                                   | bis         | Bemerkungen |
| ------------------------ | ------------ | --- | ---------------------------------------------------- | ------------------- | ------------------------------------- | ----------- | --- |
| Châtillon-sur-Chalaronne | H0           | Landschaft zwischen Alpen, Lyon (mit Lyon Brotteaux Hauptbahnhof und Lyon Saint-Clair Bahnhof) und Provence                                        | Musée du train miniature de Châtillon-sur-Chalaronne | 200 m²              | 2000                                  |             | 1.000 m Gleislänge, 35 Züge, 400 Waggons, 8.000 Figuren |
| Vaulx-en-Velin           | H0           | 4 Themenwelten (mit französischen Landschaften): a) die Stadt, der Berg, die Landschaft b) Lyon historisches Zentrum (mit Lyon Saint-Paul Bahnhof) | Mini World Lyon                                      | a) 350 m² b) 150 m² | a) 30. Juni 2016 b) 20. Dezember 2018 |             | a) 2.000 m Gleislänge, 150 Züge, 30.000 Lichter, 30.000 Figuren, 4.000 Autos, 20.000 Bäume, 70.000 Arbeitsstunden, 3 Mio. Euro Baukosten b) 40.000 Lichter, 35.000 Figuren, 50.000 Arbeitsstunden, 1,7 Mio. Euro Baukosten, besondere Attraktion: Fête des Lumières (Lichterfest) in Lyon |
| La Valette du Var        | H0           | Landschaften der Côte d’Azur Nizza, Saint-Tropez, Toulon, Marseille                                                                                | Mini World Côte d’Azur                               | 250 m²              | 19. Mai 2021                          | 5. Mai 2024 | 3.000 m Gleislänge, 150 Züge, 60.000 Lichter, 70.000 Figuren, 4.000 Autos, 20.000 Bäume, 120.000 Arbeitsstunden, 2 Mio. Euro geschätzte Baukosten besondere Attraktion: dynamische Projektion von Himmel und Landschaften (Wolken, Vögel, Waldbrände, Löschflugzeug …) und Spezialeffekte des Meeres (Wellen, Schaum, Delfine, echte Boote in Bewegung...) Schließung am 5. Mai 2024 und wahrscheinlicher Umzug nach Nizza |
| Clécy                    | H0 IIm/G H0  | freie Inspiration | Chemin de Fer Miniature de Clécy                     | 310 m²              | 2. August 1988                        |             | 510 m Gleislänge, 270 Züge, 450 Waggons, 70 Weichen, 650 Häuser und Brücken, 1.250 Autos |
| Élancourt                | 1:33         | 117 emblematische Denkmäler von Frankreich | France miniature                                     |                     | 1991                                  |             | Miniaturpark mit 17 Modelleisenbahnen Gleislänge beträgt 4.000 m |
| Rambouillet              | 1:43         | Bahnhof Paris-Est - etwa 1930–1950 | Rambolitrain                                         |                     | 1984 gegründet                        |             | präsentiert auf zwei Etagen mehr als 4000 Ausstellungsstücke Gleislänge beträgt 500 m (1:43) |
| Paris, Gare de l’Est     | H0 1:43 1:30 | | Association Française des Amis des Chemins de Fer    |                     | zwischen 1946 und 1955                |             | Gleislänge beträgt 600 m |
| Saint-Léonard-de-Noblat  | H0           | | HistoRail                                            |                     | 2. August 1988                        |             | |

### Großbritannien
| Ort        | Spurweite | Themenschwerpunkt | Betreiber                  | Fläche | von | bis | Bemerkungen                              |
| ---------- | --------- | ----------------- | -------------------------- | ------ | --- | --- | ---------------------------------------- |
| Beer       |           |                   | Beer Heights Light Railway |        |     |     | ganzjährig geöffnet, hat auch Gartenbahn |
| Mevagissey |           |                   | World of Model Railways    |        |     |     | geöffnet Mitte März bis Ende Oktober     |

### Indien
| Ort  | Spurweite | Themenschwerpunkt | Betreiber                           | Fläche | von                       | bis | Bemerkungen |
| ---- | --------- | ----------------- | ----------------------------------- | ------ | ------------------------- | --- | ----------- |
| Pune |           |                   | Joshi’s Museum of Miniature Railway |        | eröffnet am 1. April 1998 |     |             |

### Irland
| Ort        | Spurweite | Themenschwerpunkt                         | Betreiber                       | Fläche | von | bis | Bemerkungen                                            |
| ---------- | --------- | ----------------------------------------- | ------------------------------- | ------ | --- | --- | ------------------------------------------------------ |
| Clonakilty |           | West-Cork-Eisenbahnlinie der 1940er Jahre | West Cork Model Railway Village |        |     |     | Figuren und Modelle sind im Maßstab 1:24 handgefertigt |

### Italien
| Ort                          | Spurweite | Themenschwerpunkt                                                                     | Betreiber                       | Fläche             | von              | bis | Bemerkungen                                    |
| ---------------------------- | --------- | ------------------------------------------------------------------------------------- | ------------------------------- | ------------------ | ---------------- | --- | ---------------------------------------------- |
| Bussana Vecchia bei Sanremo  | H0        | Bahnstrecke Genua–Ventimiglia                                                         |                                 |                    |                  |     |                                                |
| Genua                        | H0        | Bahnhof Arquata Scrivia und Bahnstrecke Genua–Pisa                                    | Gruppo fermodellistico genovese |                    |                  |     |                                                |
| Rabland-Partschins bei Meran | H0        | a) Südtirol in Miniatur vom Brennerbad bis Mals b) „Mittelgebirge“ Fantasielandschaft | MONDOTRENO SRL                  | a) 120 m² b) 35 m² | seit Sommer 2009 |     | größte digitale Modelleisenbahnanlage Italiens |
| Ronco Scrivia                | H0        | Bahnhöfe Busalla und Mignanego an den Giovi-Bahnen                                    | Mastodonte dei Giovi            | 150 m²             | seit 2006        |     | noch im Bau                                    |

### Niederlande
| Ort           | Spurweite | Themenschwerpunkt                                                                                        | Betreiber                   | Fläche      | von           | bis | Bemerkungen                                                                  |
| ------------- | --------- | --- | --------------------------- | ----------- | ------------- | --- | ---------------------------------------------------------------------------- |
| Sneek Bahnhof | H0 LGB    | | Nationaal Modelspoor Museum |             |               |     |                                                                              |
| Leek          | H0        | Züge aus den 1920er Jahren, moderne Hochgeschwindig- keitszüge und es gibt verschiedene Landschaftsarten | Familiepark Nienoord        | über 100 m² |               |     |                                                                              |
| Rotterdam     | H0        | Küste, Polder, Hafen und eine mittelgroße Stadt nach niederländischem Vorbild                            | Miniworld Rotterdam         | 650 m²      | 30. März 2007 |     | Gleislänge: 2,3 km, Weichen: 500, Signale: 180, Züge: 150, Kabellänge: 41 km |

### Polen
| Ort      | Spurweite | Themenschwerpunkt                        | Betreiber         | Fläche | von | bis | Bemerkungen |
| -------- | --------- | ---------------------------------------- | ----------------- | ------ | --- | --- | ----------- |
| Breslau  |           | Niederschlesien                          | Kolejkowo Wroclaw |        |     |     |             |
| Gleiwitz |           | Alltagssituationen, schlesische Bauwerke | Kolejkowo Gliwice |        |     |     |             |
| Borówiec |           | Polnische Landschaft                     | Makieta Borowiec  |        |     |     |             |

### Russland
| Ort              | Spurweite | Themenschwerpunkt                                      | Betreiber                                       | Fläche | von | bis | Bemerkungen |
| ---------------- | --------- | ------------------------------------------------------ | ----------------------------------------------- | ------ | --- | --- | ----------- |
| Sankt Petersburg |           | charakteristische Gebäude und Landschaften in Russland | Национальный шоу-музей (Nationales Show-Museum) | 800 m² |     |     |             |

### Schweden
| Ort        | Spurweite | Themenschwerpunkt | Betreiber                          | Fläche | von | bis            | Bemerkungen |
| ---------- | --------- | ----------------- | ---------------------------------- | ------ | --- | -------------- | ----------- |
| Munkedal   |           |                   | Chateau Småröd Museum              |        |     | September 2006 |             |
| Hässleholm |           |                   | Hässleholms Modelljärnvägsförening |        |     |                |             |

### Tschechien
| Ort  | Spurweite | Themenschwerpunkt | Betreiber           | Fläche | von | bis | Bemerkungen |
| ---- | --------- | ----------------- | ------------------- | ------ | --- | --- | ----------- |
| Prag |           |                   | Království železnic |        |     |     |             |

### Ungarn
| Ort       | Spurweite | Themenschwerpunkt                                                                                                | Betreiber         | Fläche | von | bis | Bemerkungen |
| --------- | --------- | --- | ----------------- | ------ | --- | --- | ----------- |
| Budapest  |           | | Miniversum        |        |     |     | geschlossen |
| Keszthely | H0        | Authentische Nachbildungen der Eisenbahnen Ungarns, Deutschlands und Österreichs aus dem 19. bis 21. Jahrhundert | Festetics-kastély | 500 m² |     |     |             |

### USA
| Ort              | Spurweite               | Themenschwerpunkt | Betreiber | Fläche                                       | von                                 | bis         | Bemerkungen                                          |
| ---------------- | ----------------------- | --- | --- | -------------------------------------------- | ----------------------------------- | ----------- | ---------------------------------------------------- |
| Chicago          | 0 H0                    | Weg der Bahn von Seattle durch einige Präriestaaten nach Chicago, Illinois | Museum of Science and Industry a) Minton Cronkhite (ab 1939/41) b) Bob Smith (ab 1953)                                               | a) 217 m² b) 330 m²                          | a) Januar 1941 b) 22. November 2002 | a) Mai 2002 |                                                      |
| Monterey         | H0                      | | Gorre & Daphetid |                                              |                                     | 1983        |                                                      |
| Point Richmond   | verschiedene Spurweiten | verschiedene Epochen und Lay-outs | Golden State Model Railroad Museum                                                                                                   |                                              | 1933 ?                              |             |                                                      |
| San Diego        | 0 H0 N 3-Rail 0 gauge   | a) von San Diego nach Sacramento b) von San Diego nach El Centro c) nach Plänen einer nie gebauten Strecke d) von Bakersfield nach Mojave mit dem Tehachapi Loop e) 4 Hauptstrecken | a) und b) San Diego Model Railroad Association c) San Diego Society of N-Scale d) La Mesa Model Railroad Club e) San Diego 3-Railers | a) 250 m² b) 420 m² c) 110 m² d) ? e) 171 m² | 1982                                |             |                                                      |
| St. Paul         | 0                       | | Twin City Model Railroad Museum |                                              | 1934                                |             | vorher in St. Paul Union Depot, dann Bandana Square, |
| St. Louis County |                         | | Museum of Transportation |                                              |                                     |             | Museum mit Modellbahnanlage                          |
| Flemington       | IIm 0 H0                | | Northlandz | 800 m²                                       |                                     |             |                                                      |
| Alamogordo       |                         | | The Toy Train Depot |                                              |                                     |             | auch Gartenbahn (406 mm)                             |
| New York City    | H0                      | Länderbezug zu Lateinamerika, Mittlerer Osten, Asien, Europa, Russland, New England                                                                                                 | Gulliver`s Gate |                                              | 2014                                |             |                                                      |
| Gibsonia         | 0                       | Strecke von Pittsburg nach Cumberland | Western Pennsylvania Model Railroad Museum                                                                                           |                                              |                                     |             |                                                      |
| Pittsburgh       |                         | West Pennsylvanien 1880–1930 | Miniature Railroad & Village | 110 m²                                       |                                     |             |                                                      |
| Strasburg        |                         | Lancaster County (Pennsylvania) | Choo Choo Barn | 160 m²                                       | 1945/1961                           |             |                                                      |
| Dayton           | H0                      | Afton nach Elm Grove, beides Virginia | Virginian and Ohio |                                              | 1962                                |             | Gründer: W. Allen McClelland (1934-2022)             |